# Soutok Moravy a Dunaje
Soutok Moravy a Dunaje, slovensky sútok Moravy a Dunaja, je místo soutoku řeky Morava s veletokem Dunaj, který patří do úmoří Černého moře. Nachází se v Devíně v Bratislavě na Slovensku a také na území města Hainburg an der Donau v okrese Bruck an der Leitha v Rakousku. Geograficky leží v soutězce Devínská brána v Malých Karpatech na rakousko-slovenské státní hranici.

## Bližší popis informace
Soutok Moravy a Dunaje, který se nachází na geologickém zlomu, vypadá obvykle výrazně dvoubarevný. Morava má hnědou až hnědočernou barvu způsobenou bahnitými nánosy z nížin regionu Moravy, Slovenska a Rakouska. Dunaj, který je 2 největší řekou Evropy, má naopak vodu zelenomodrou pocházející z velké části z alpských bystřin a ledovců. Z pohledu geologické historie bylo místo soutoku také několikrát dnem moře.

## Další informace
Nejlepší výhled na soutok je z vápencové skály hradu Děvín (Devín), který tvoří soutoku výraznou kulisu. Podle mnohých patří mezi nejkrásnější soutoky řek ve střední Evropě. Na slovenské straně se u soutoku nachází pomník Brána Svobody (památník Železné opony).
V letech 1938 až 1945, v důsledku Mnichovské dohody, se soutok i blízký Devín (tehdejší Theben) staly součástí nacistického Německa.

## Galerie

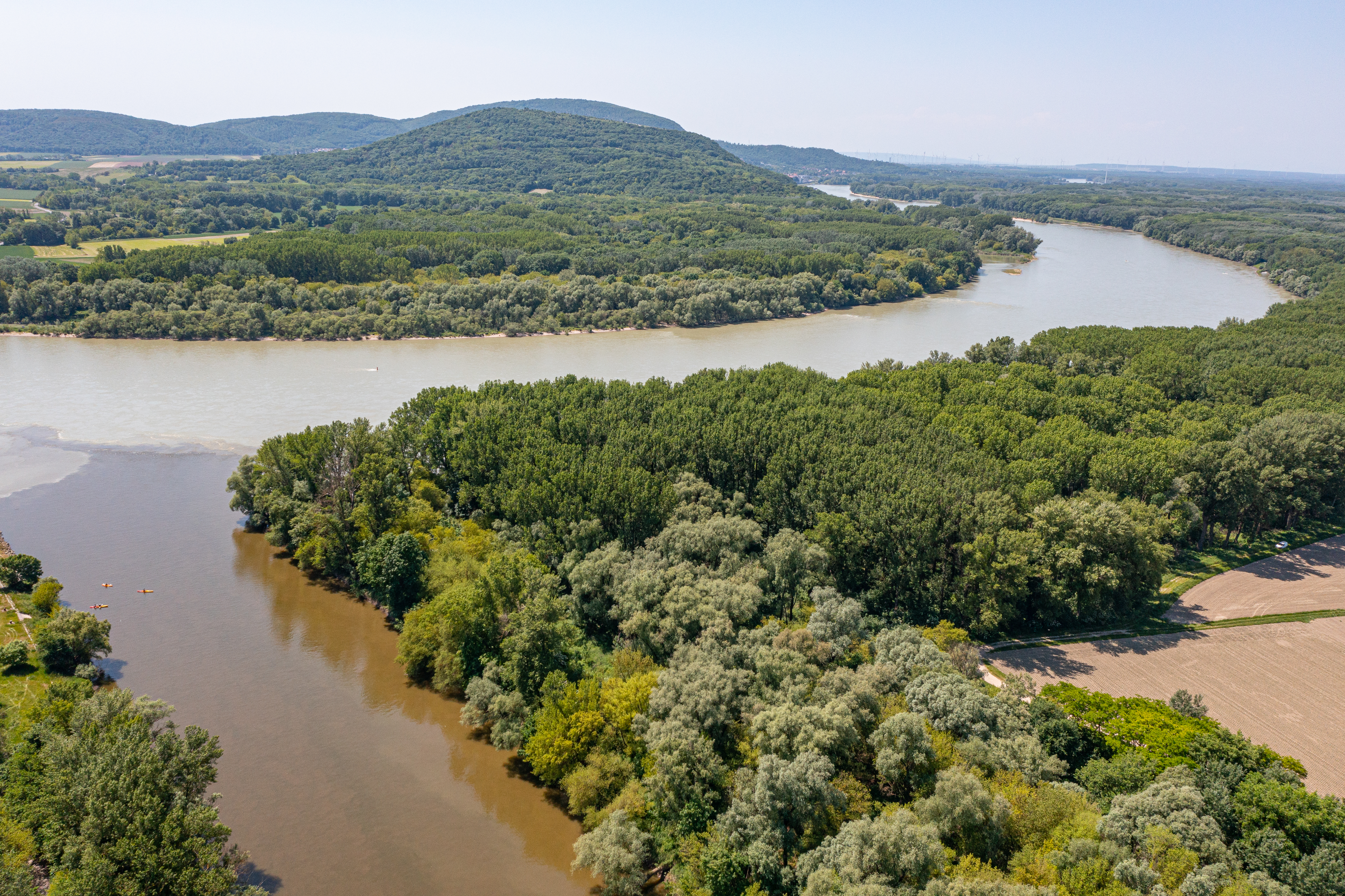
Letecký pohled
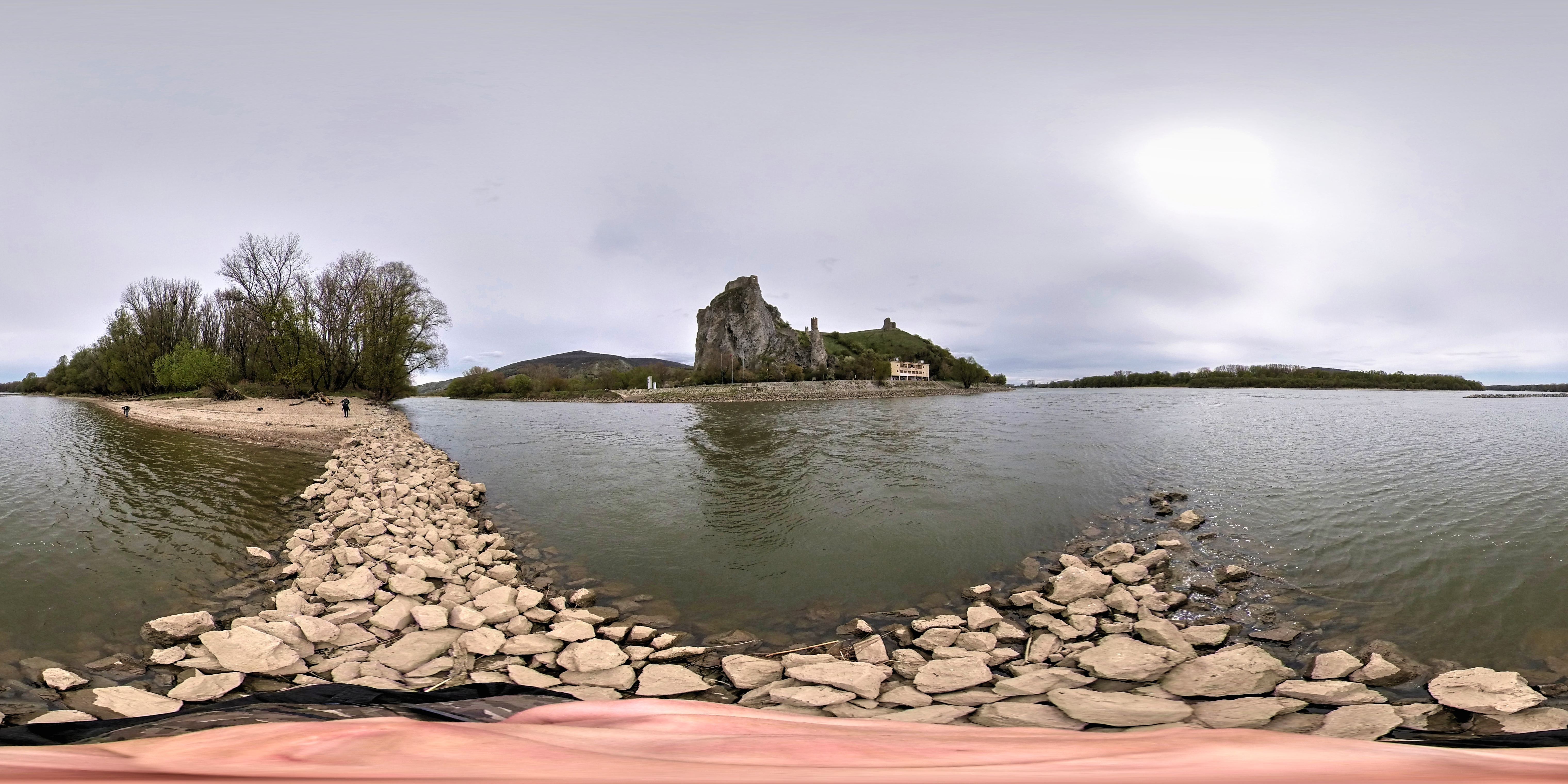
Pohled ze Rakouského břehu
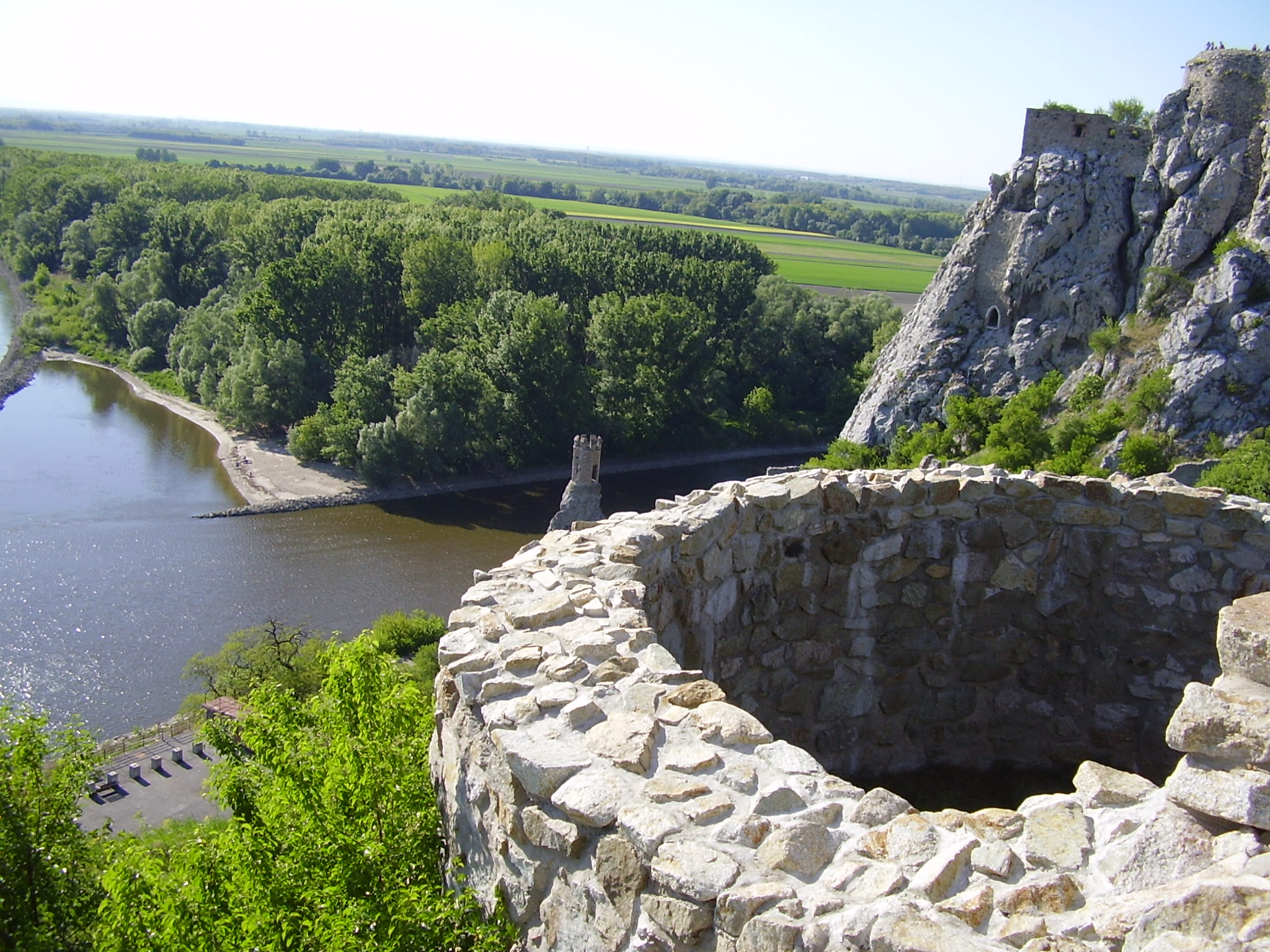
Pohled z hradu Devin
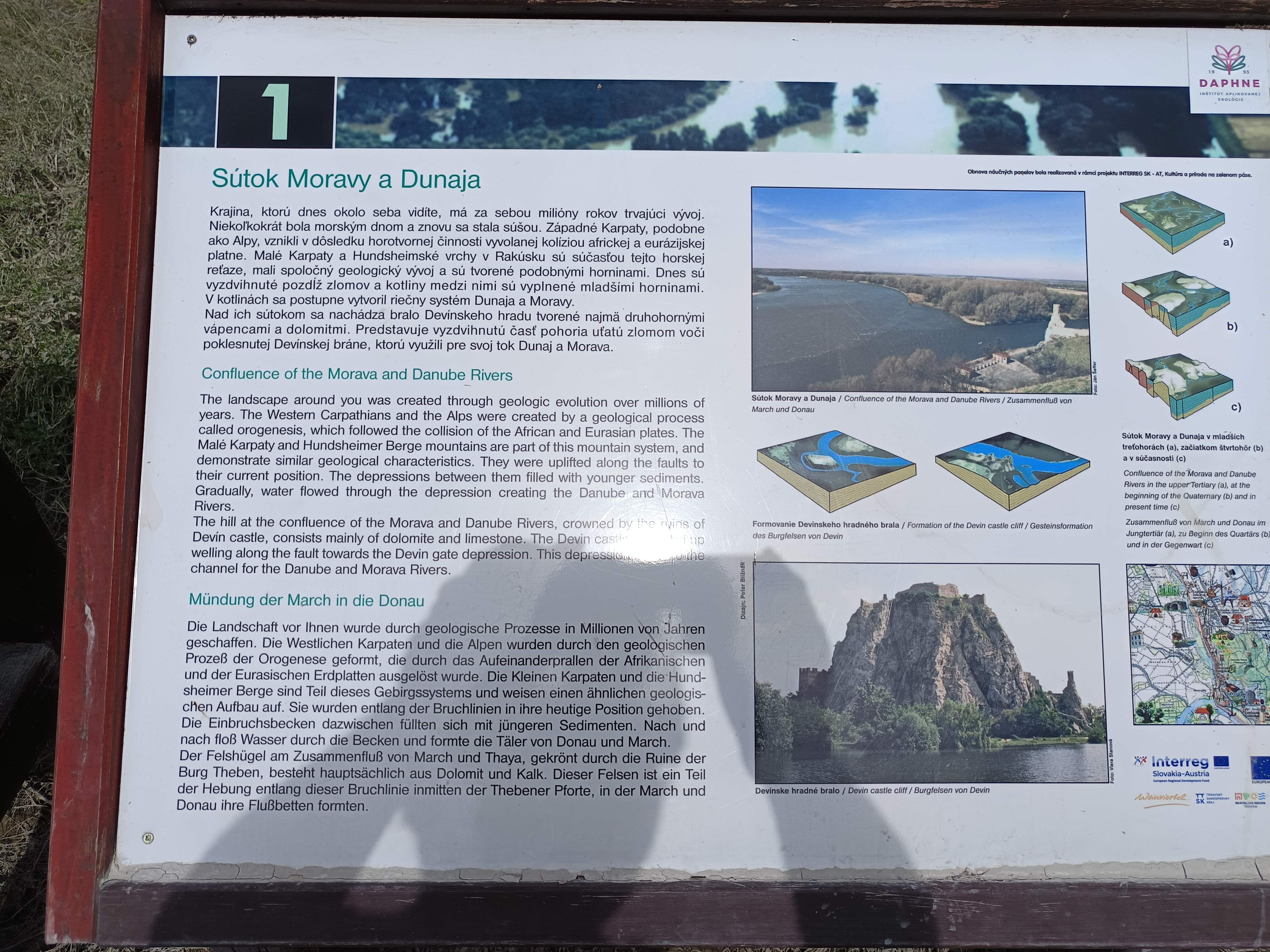
Informační panel u soutoku